# Représentations diplomatiques du Botswana

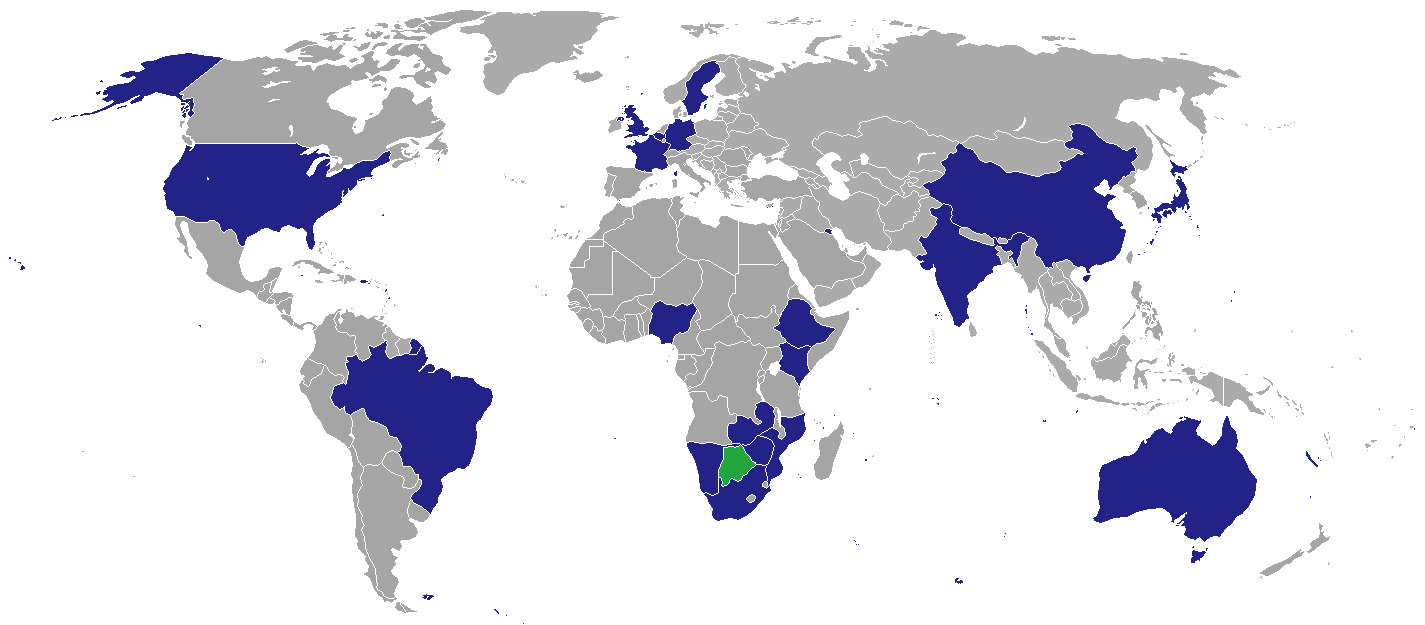
Missions diplomatiques du Botswana.

Cet article liste les représentations diplomatiques du Botswana à l'étranger, en excluant les consulats honoraires.

## Afrique
- Afrique du Sud
  - Pretoria (haute commission)
  - Le Cap (consulat général)
  - Johannesburg (consulat général)
- Éthiopie
  - Addis-Abeba (ambassade)
- Kenya
  - Nairobi (haute commission)
- Mozambique
  - Maputo (haute commission)
- Namibie
  - Windhoek (haute commission)
- Nigeria
  - Abuja  (haute commission)
- Zambie
  - Lusaka (haute commission)
- Zimbabwe
  - Harare (ambassade)

## Amériques
- Brésil
  - Brasília (ambassade)
- États-Unis
  - Washington (ambassade)

## Asie
- Chine
  - Pékin (ambassade)
- Inde
  - New Delhi (haute commission)
- Japon
  - Tokyo (ambassade)
- Koweït
  - Koweït (ambassade)

## Europe
- Allemagne
  - Berlin (ambassade)
- Belgique
  - Bruxelles (ambassade)
- France
  - Paris (ambassade)
- Royaume-Uni
  - Londres (haute commission)
- Suède
  - Stockholm (ambassade)

## Océanie
- Australie
  - Canberra (haute commission)

## Organisations internationales
- Union européenne
  - Bruxelles (mission auprès de l'Union européenne)
- ONU
  - Genève (mission permanente)
  - New York (mission permanente auprès de l'ONU)

## Galerie

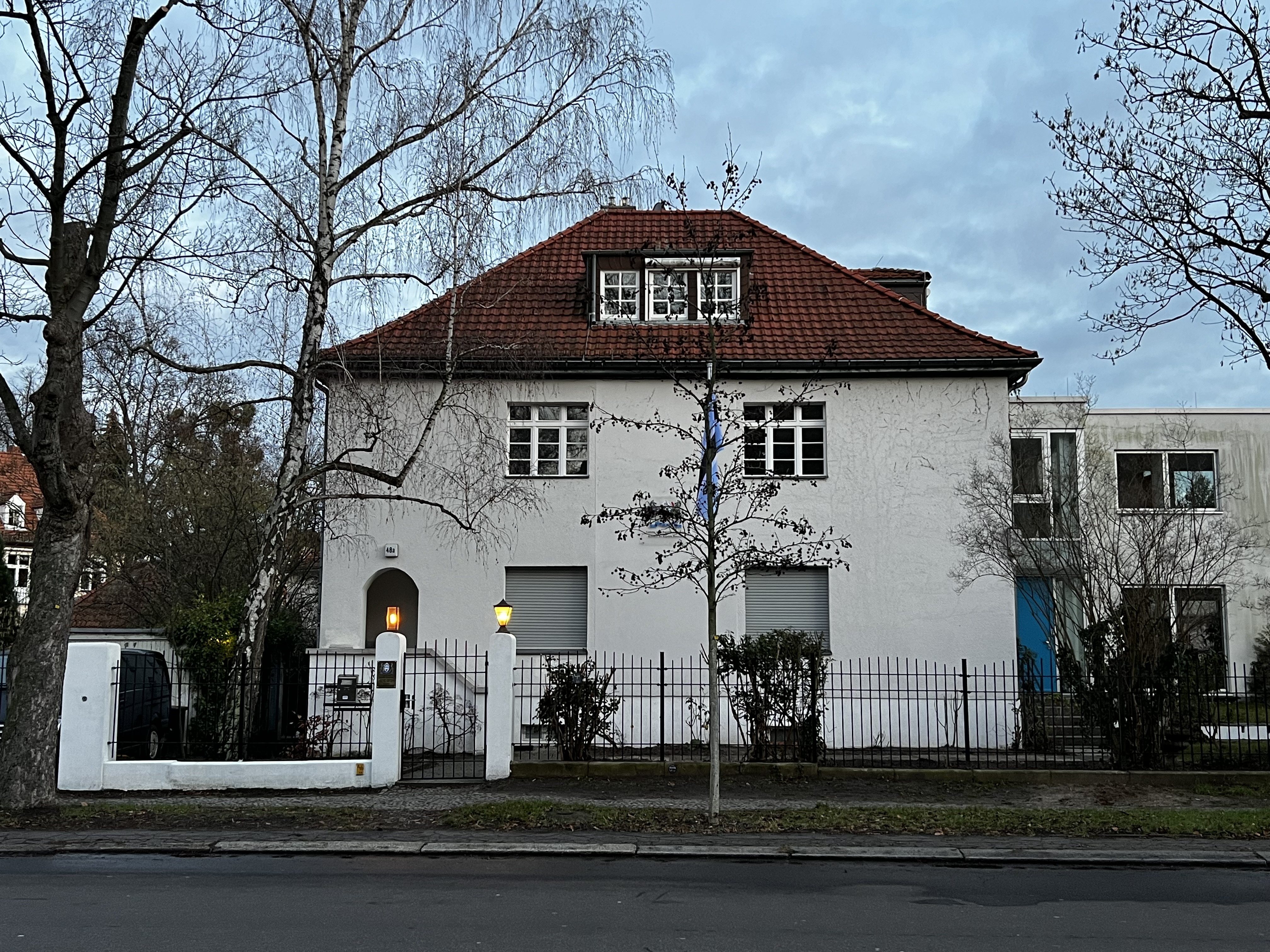
Ambassade à Berlin.
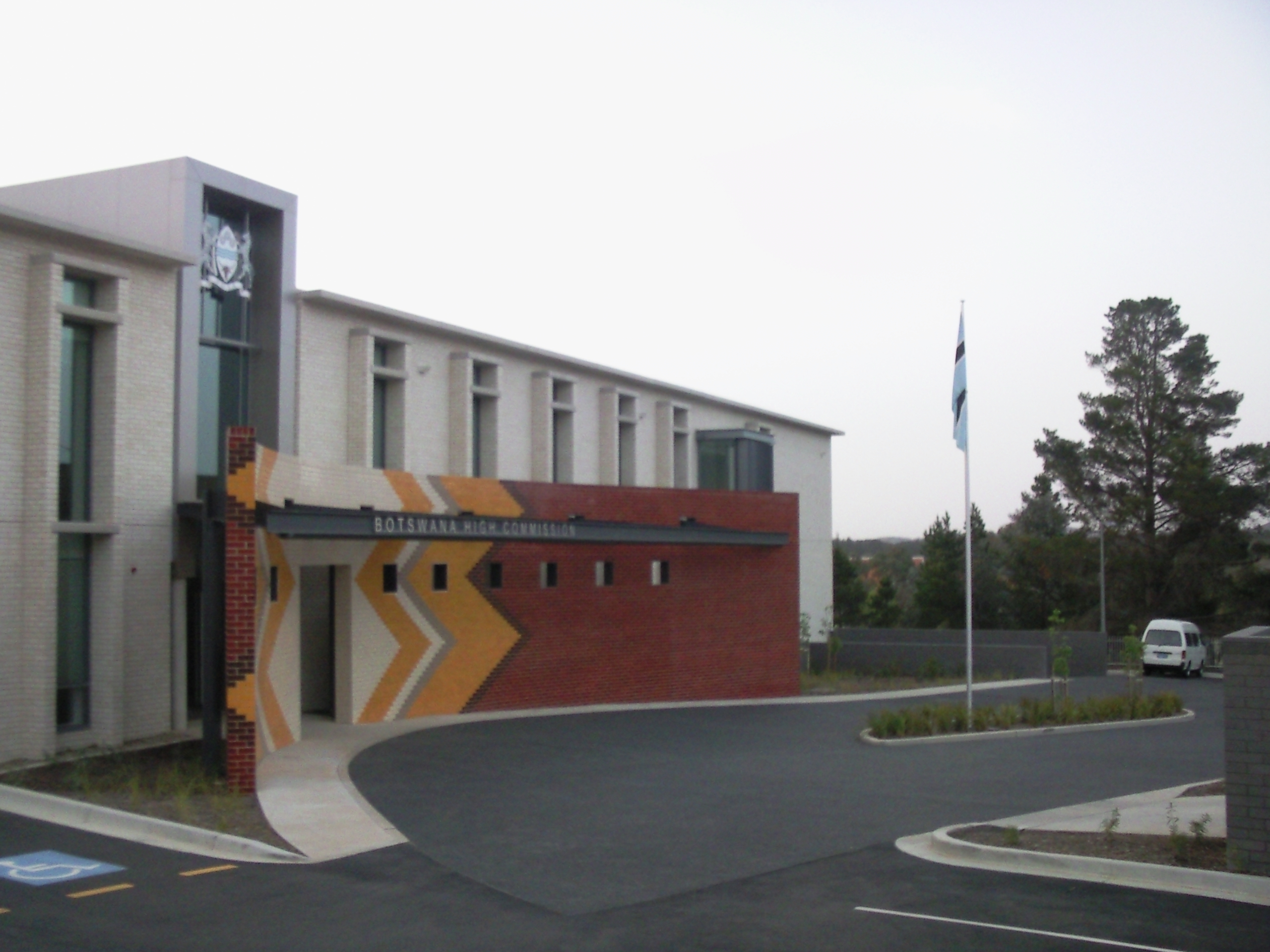
Haute commission à Canberra.
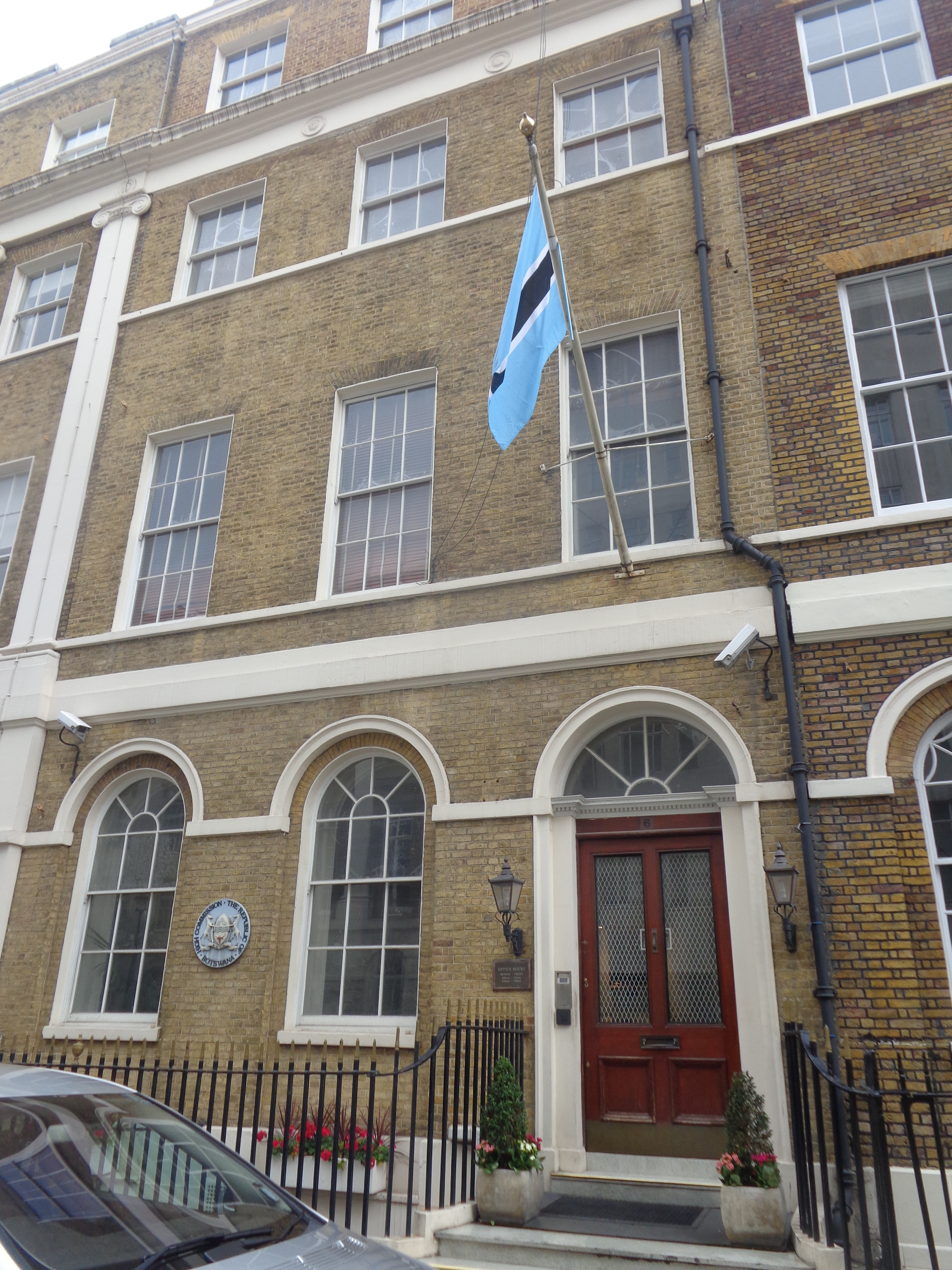
Haute commission à Londres.
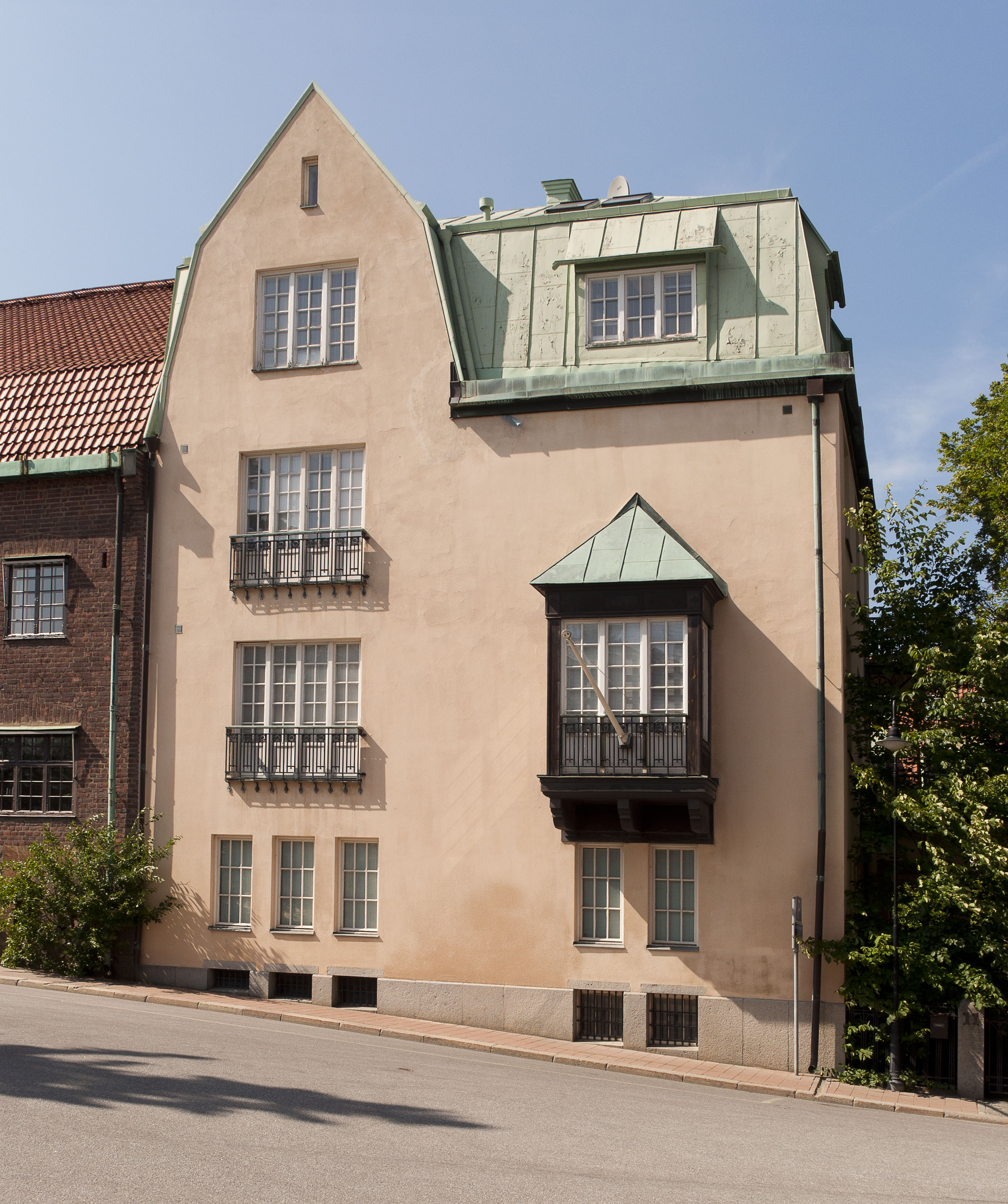
Ambassade à Stockholm.
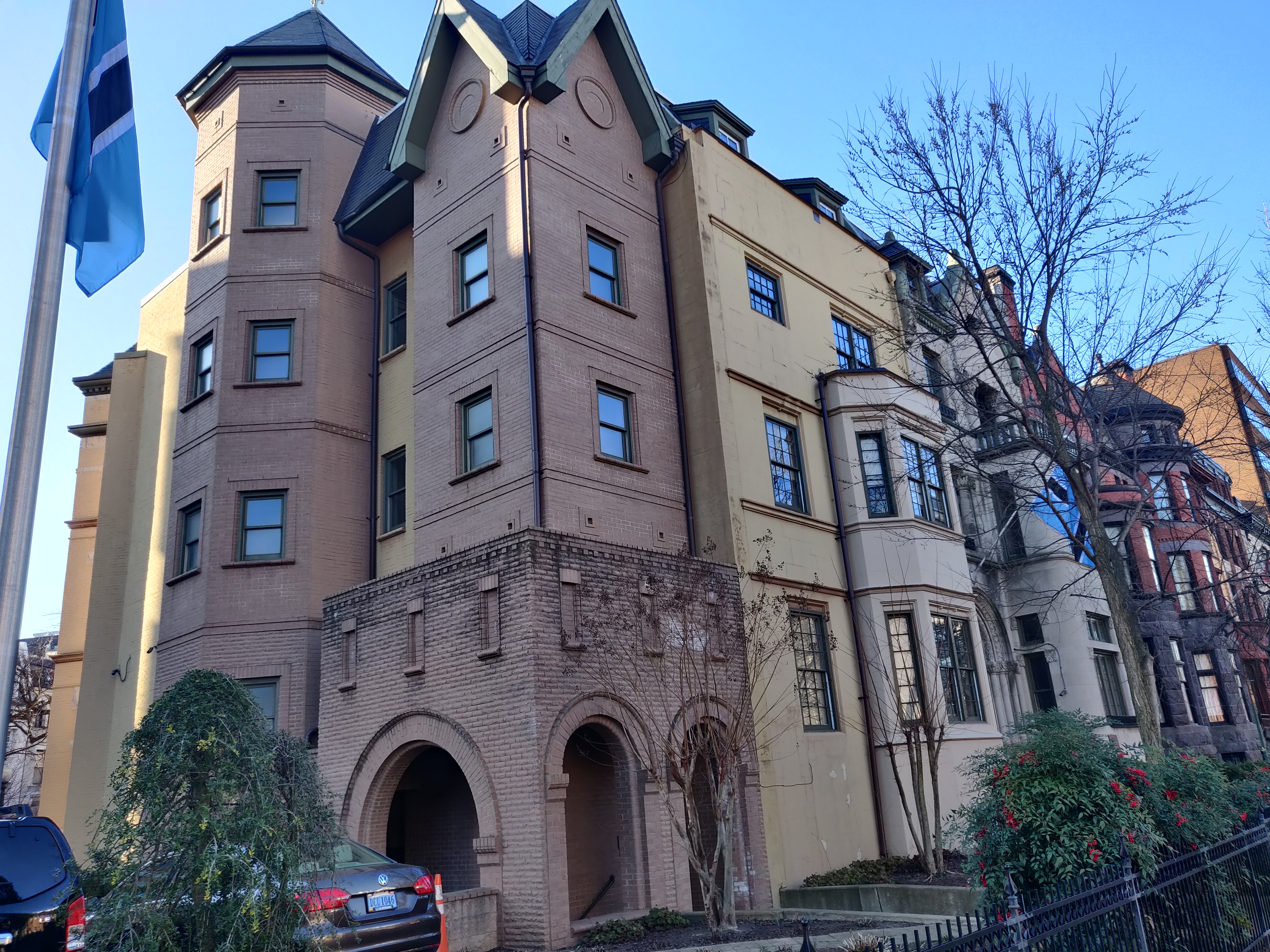
Ambassade à Washington.